# 斯大林-2型牵引车
斯大林-2型中型履带牵引车（S-2），是苏联在苏德战争中的火炮牵引车。

## 历史
悬挂系统专为火炮牵引车从头开始研制。分置式离合器踩下去需要60公斤的力量。1939年底第一批12辆试验车经过测试之后，1940年9月开始批量生产。1941年苏军炮兵部队已经装备1235辆（一说1179辆）。随着战争爆发，制造速度达到每天6～9辆/天。1941年11月车里雅宾斯克拖拉机厂转产重型坦克，S-2的生产完全停止，12月最后的9辆S-2交付。
1942年9月1日时，苏军有892辆在役。